# Amtsgericht Köpenick

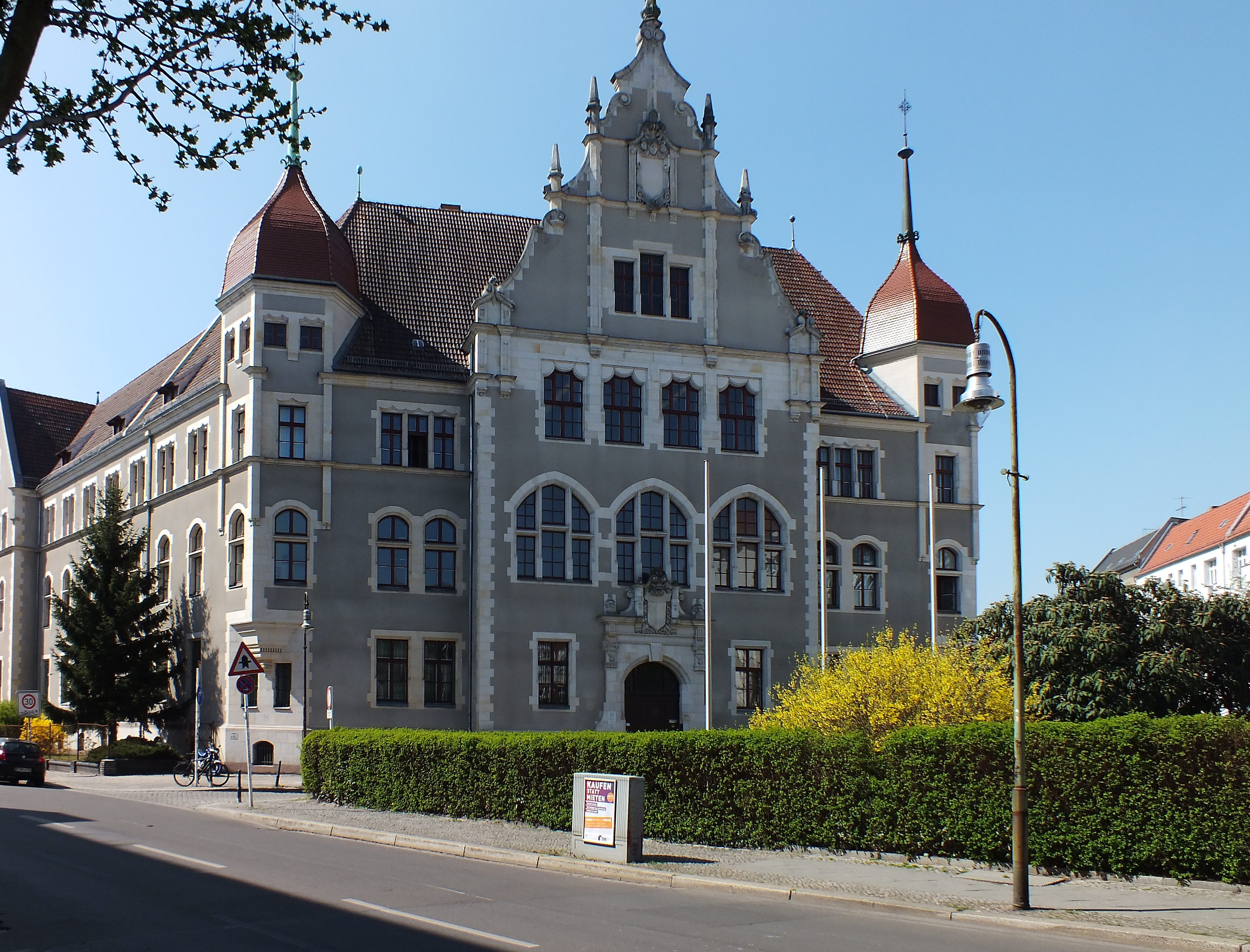
Amtsgerichtsgebäude am Mandrellaplatz

Das Amtsgericht Köpenick ist ein Gericht der ordentlichen Gerichtsbarkeit im Bezirk des Landgerichts Berlin.

## Gerichtssitz und -bezirk
Das Gericht hat seinen Sitz im Berliner Ortsteil Köpenick. Der Amtsgerichtsbezirk umfasst den Bezirk Treptow-Köpenick. Präsident ist Torsten Lübke.

## Geschichte
Das Amtsgericht Köpenick (damals noch in der Schreibweise ‚Cöpenick‘) entstand 1877 mit dem Inkrafttreten des Gerichtsverfassungsgesetzes. Es war dem Landgericht Berlin II und dieses dem Berliner Kammergericht nachgeordnet. Sein Gerichtsbezirk umfasste
- aus dem Landkreis Beeskow-Storkow die Gemeindebezirke Gosen, Neu Zittau und Wernsdorf sowie den Gutsbezirk Gosen aus dem Amtsbezirk Neu-Zittau
- aus dem Kreis Niederbarnim die Amtsbezirke Köpenicker Forst, Friedrichshagen und Ober-Schönheide sowie den Gemeindebezirk und Gutsbezirk Schöneiche aus dem Amtsbezirk Dahlwitz
- aus dem Kreis Teltow den Stadtbezirk Köpenick, die Amtsbezirke Alt-Glienicke, Köpenicker Forst, Kietz bei Köpenick, den Gemeindebezirk und Gutsbezirk Johannisthal aus dem Amtsbezirk Rudow sowie die Gemeindebezirke Bohnsdorf, Schmöckwitz und Schmöckwitzwerder aus dem Amtsbezirk Waltersdorf.[2]

Mit zwei Richterstellen (Stand: 1880) war es eines der kleinen Amtsgerichte im Landgerichtsbezirk. Es hatte seinen Sitz zunächst in einem kleineren Gebäudekomplex in der Altstadt Köpenick, Freiheit 16. Nach dem Bau des größeren und repräsentativeren Hauses zog das Amtsgericht zum heutigen Mandrellaplatz um.
Während der Köpenicker Blutwoche im Juni 1933 wurden Gegner des Nationalsozialismus im Amtsgerichtsgefängnis gefoltert. Nach dem Zweiten Weltkrieg wurde die Gerichtsorganisation kurzfristig neu geordnet. Die sowjetische Besatzungsmacht richtete in jedem Bezirk von Berlin ein Bezirksgericht ein. Entsprechend entstand zum 1. Juni 1945 das Bezirksgericht Köpenick. Auch verkleinerte sich der Gerichtssprengel, da auch ein Bezirksgericht Treptow gebildet wurde. Die Bezirksgerichte erhielten später die Bezeichnungen Amtsgericht. Auf seiner 12. Sitzung beschloss die Alliierte Kommandantur am 27. September 1945 die Gerichtsstruktur der besetzten Stadt. Man kehrte hierbei zu der traditionellen Aufteilung mit drei Instanzen zurück. Es wurden wieder 12 Amtsgerichte gebildet. Das Amtsgericht Treptow wurde aufgelöst und dem Amtsgericht Köpenick angegliedert.
In der DDR wurde 1952 eine neue Gerichtsstruktur eingeführt. Ost-Berlin war aufgrund des Vier-Mächte-Status nicht Teil der DDR. Dort wurde die DDR-Gerichtsstruktur mit der Verordnung des Ost-Berliner Magistrats vom 21. November 1952 über die „Verfassung der Gerichte von Groß-Berlin“ eingeführt. Das Bezirksgericht trug hier (wie im Westen) weiterhin den Namen Kammergericht Berlin. Das Amtsgericht Köpenick wurde in das Stadtbezirksgericht Köpenick umgewandelt, was einem Kreisgericht der DDR entsprach. Mit dem ersten Gesetz zur Änderung des Gesetzes über die Zuständigkeit der Berliner Gerichte vom 21. Oktober 1991 wurde das Amtsgericht Köpenick zum 1. November 1991 wiederhergestellt.

## Gebäude

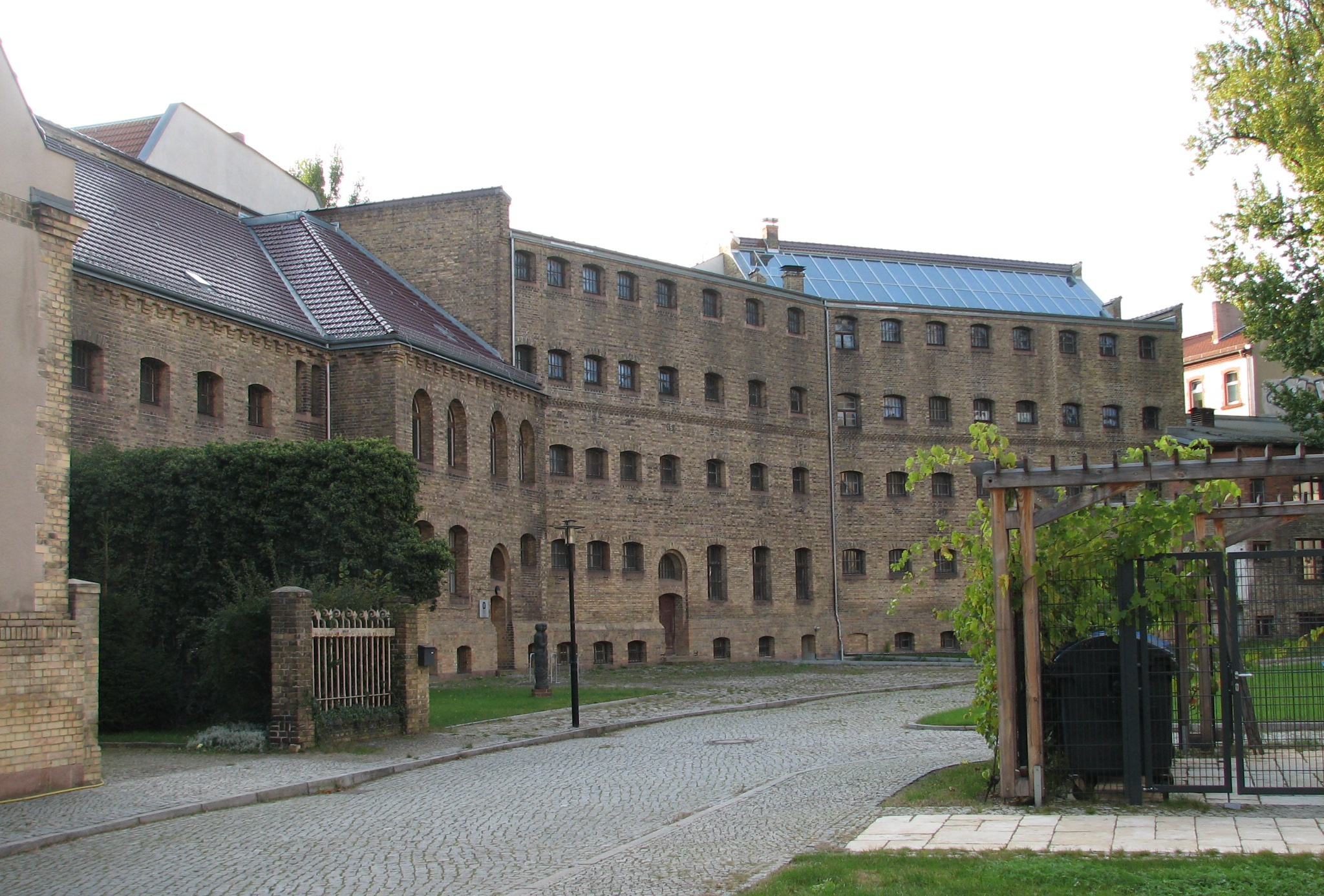
Stillgelegter Gefängnistrakt des Amtsgerichtsgebäudes

Das Amtsgericht ist in einem Gebäude am Mandrellaplatz 6 (bis 1947: Kirdorfplatz) untergebracht. Das Gebäude wurde 1898 von dem Baubeamten Paul Thoemer beim preußischen Ministerium der öffentlichen Arbeiten entworfen und 1899–1901 ausgeführt. Es steht seit 1977 unter Denkmalschutz.
Dem Gerichtsgebäude ist ein viergeschossiger Gefängnistrakt angeschlossen, der heute allerdings nicht mehr genutzt wird. Das Gefängnis war im Juni 1933 Schauplatz der Köpenicker Blutwoche, als die SA das Gefängnis beschlagnahmte und Hunderte Köpenicker Bürger, teils jüdischen Glaubens, teils politisch missliebig, dort zusammentrieb, folterte und 23 von ihnen hinrichtete.

## Gedenken
Eine Gedenkstätte im Gefängnistrakt erinnert heute an die Geschehnisse der Köpenicker Blutwoche.

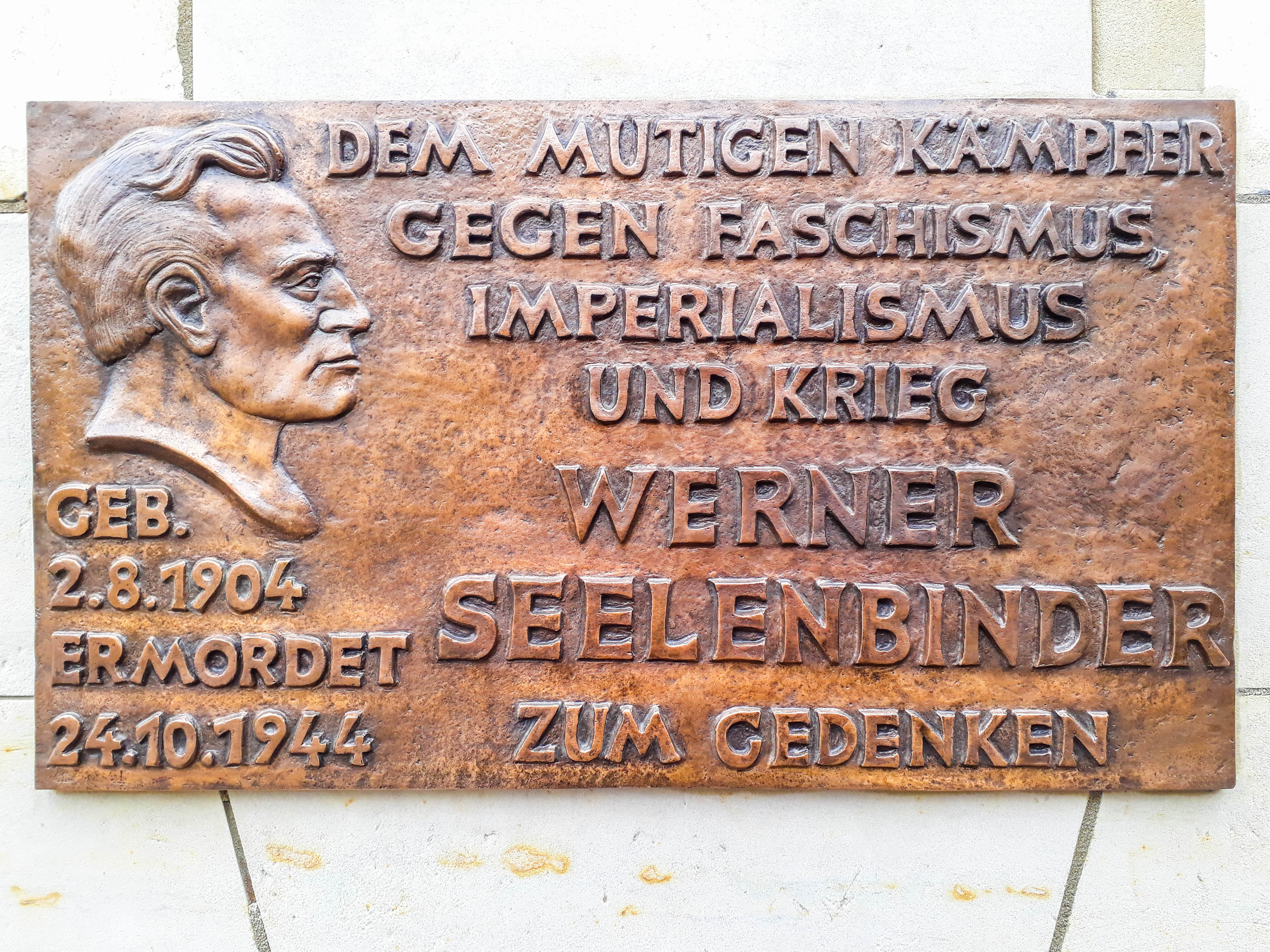
Gedenktafel für Werner Seelenbinder

Zu dem Gebäude gehörte auch eine Gedenktafel für Werner Seelenbinder mit folgendem Text:
Diese Tafel wurde in den 1970er Jahren durch eine neue Tafel ersetzt:
Die Tafel befand sich am Mandrellaplatz / Ecke Seelenbinderstraße.
Am 24. März 2018 wurde eine neu gegossene Gedenktafel, die mit der alten identisch ist, eingeweiht. Eine „Bürgerinitiative Gedenktafel Werner Seelenbinder“ hatte mit Spenden und der Unterstützung durch die Bezirksverordnetenversammlung (BVV) Treptow-Köpenick einen Nachguss erstellen lassen. Die Einweihung fand in Anwesenheit der Bezirksstadträtin Cornelia Flader (CDU) statt; für den zuständigen BVV-Ausschuss Weiterbildung und Kultur sprach der Abgeordnete Sascha Lawrenz.

## Übergeordnete Gerichte
Dem Amtsgericht Köpenick ist das Landgericht Berlin übergeordnet. Zuständiges Oberlandesgericht ist das Kammergericht.

## Persönlichkeiten
- Paul Felix Aschrott (1856–1927), Referendar und Assessor in den 1880er Jahren
- Sigismund von Treskow (1864–1945), ehemaliger Referendar
- Rudolf Mandrella (1902–1943), ehemaliger Richter (1936–1941)
- Kurt Georg Kiesinger (1904–1988), ehemaliger Referendar
- Dirk Behrendt (* 1971), ehemaliger Richter